# Boeing XB-59
Die Boeing XB-59, Boeings Modellnummer 701, war ein Vorschlag für einen Überschallbomber der United States Air Force aus den 1950er-Jahren.

## Entwicklung
Im Jahr 1949 strich die US-Regierung den Boeing XB-55-Vertrag, der zum Ziel hatte, einen unterschallschnellen Ersatz für die gerade eingeführte Boeing B-47 Stratojet zu schaffen. Das XB-55-Projekt war 1947 gestartet worden, aber am Ende des Jahrzehnts war offensichtlich, dass ein strategischer Bomber nur dann erfolgreich in feindlichen Luftraum eindringen kann, wenn er deutlich schneller als die feindlichen Abfangjäger ist. Durch die Streichung des XB-55-Projekts wurden Finanzmittel für Entwurfsstudien eines mittelschweren Überschallbombers frei. Daraufhin wurden mehrere Flugzeughersteller aufgefordert, entsprechende Entwürfe einzureichen.
Boeings Entwurf sah einen vierstrahligen Schulterdecker mit stromlinienförmigem Rumpf vor. Die vier Triebwerke sollten jeweils paarweise nebeneinander in den verdickten Flächenwurzeln untergebracht werden. Die Tragflächen sollten zu den Enden hin stark zulaufen. Der Entwurf sah eine Höchstgeschwindigkeit von Mach 2 vor.
Als Waffensystem MX-1965 sollte die XB-59 eine dreiköpfige Besatzung haben und von vier GE-J73-X24A- oder Pratt & Whitney J57-Strahltriebwerken angetrieben werden. Sie sollte, wie die Boeing B-47 Stratojet und die Boeing B-52 Stratofortress, ein Tandemfahrwerk mit Stützrädern an den Tragflächenspitzen erhalten.
Der Vertrag mit Boeing für die XB-59 wurde Ende 1952 gekündigt, da man den Entwurf vor allem in den Überschallflugleistungen gegenüber der Convair B-58 Hustler als unterlegen angesehen hatte. Die Boeing XB-59 blieb eine Designstudie und wurde nicht gebaut.

## Technische Daten
| Kenngröße             | Daten |
| --------------------- | --- |
| Besatzung             | 3 |
| Länge                 | 37,27 m (123 ft 4 in) |
| Spannweite            | 24,64 m (81 ft 4 in) |
| Höhe                  | 7,68 m (25 ft 4 in) |
| max. Startmasse       | 67.400 kg (148.300 lb) |
| Höchstgeschwindigkeit | 1.930 km/h (1.200 mph) |
| Marschgeschwindigkeit | 965 km/h (600 mph) |
| Dienstgipfelhöhe      | 15.150 m (50.000 ft) |
| Reichweite            | 4.020 km (2.500 mi) |
| Triebwerke            | 4 × General Electric J73-X24A mit je 62,3 kN (14.000 lb) Schub (mit Nachbrenner) (oder 4 × Pratt & Whitney J57-P-5 mit je 66,8 kN (15.000 lb) Schub (mit Nachbrenner)) |
| Bewaffnung            | eine 30-mm-Kanone im Heckstand; 4.540 kg (10.000 lb) Bombenzuladung |